# Gustavo A. Madero (distrikt)

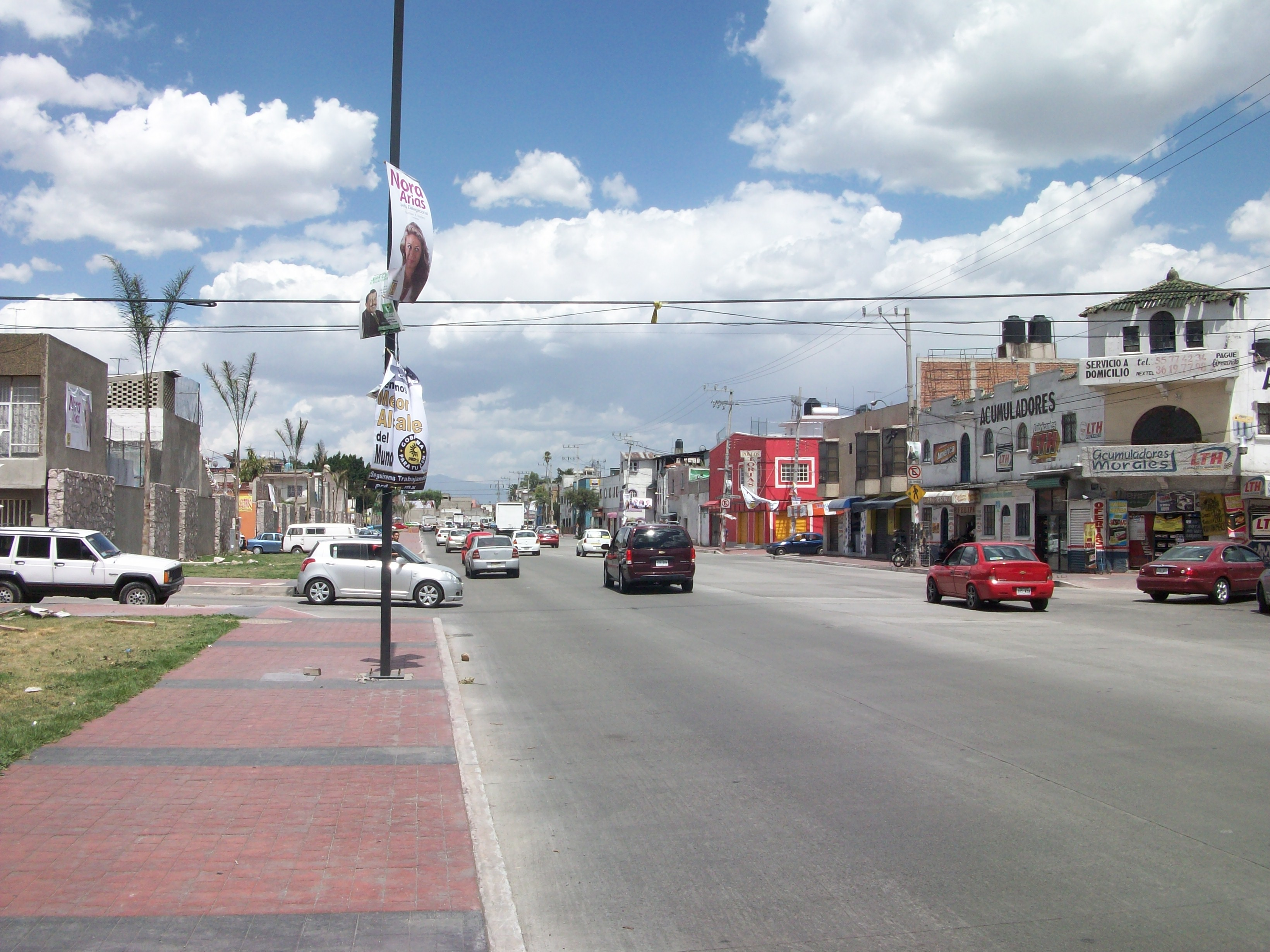
Gustavo A. Madero

Gustavo A. Madero är en av Mexico Citys 16 distrikt, delegación. Distriktet har fått sitt namn efter Gustavo Adolfo Madero, mexikansk president under revolutionstiden på 1910-talet. Det är en folkrik del i norra Mexiko City med långt över 1 miljon invånare. Det gränsar bland annat till delstaten Mexiko.
Den största sevärdheten i detta område är Guadalupebasilikan som är vallfärdsort för hela katolska Mexiko. Området var tidigare en stad med namnen Villa de Guadalupe och Guadalupe Hidalgo.